# 雷瑞光
雷瑞光（？—？），宣化人，清朝政治人物。进士出身。
咸豐三年（1853年）癸丑科進士。曾任霞浦县知县。光绪元年（1875年）接替梁元桂任福建邵武府知府一职，光绪元年（1875年）由袁绳武接任。